# Валтер Салис
Валтер Морейра Салис (на португалски: Walter Moreira Salles) е бразилски режисьор и филмов продуцент. 

## Биография
Той е роден на 12 април 1956 година в Рио де Жанейро в семейството на банкера Валтер Морейра Салис. Кариерата си в киното започва през 90-те години и скоро се превръща в едно от водещите имена в бразилското кино. Филмът му „Централна гара „Бразилия“ („Central do Brasil“, 1998) получава две номинации за Оскар, за най-добър чуждоезичен филм и за най-добра актриса.
Салис е сред продуцентите на получилия четири номинации за Оскар филм „Градът на Бога“ („Cidade de Deus“, 2002). Най-голяма известност сред режисираните от него филми получава базираният на книга на Че Гевара „Мотоциклетни дневници“ („Diarios de motocicleta“, 2004).

## Избрана филмография

### Като режисьор
| година | филм                  | оригинално заглавие    | бележки |
| ------ | --------------------- | ---------------------- | ------- |
| 2004   | Мотоциклетни дневници | Diarios de motocicleta |         |